# Rad Racer
Rad Racer (w Japonii wydana jako Highway Star) – japońska konsolowa gra wyścigowa wyprodukowana przez Square i wydana przez Namco w 1987 i 1988 roku.

## Rozgrywka
Gra powstała w rewolucyjnej technologii 3D. W grze zawarte zostało osiem tras wyścigowych położonych m.in. w Los Angeles, San Francisco i Kanionie.

## Odbiór gry
Rad Racer został odnotowany na 8. miejscu na notowaniu Player's Poll Top 30 prowadzonym przez Nintendo Power.